# Hartenstein (Saxe)
Pour les articles homonymes, voir Hartenstein.
Hartenstein est une ville de Saxe (Allemagne), située dans l'arrondissement de Zwickau, dans le district de Chemnitz.

## Liens externes

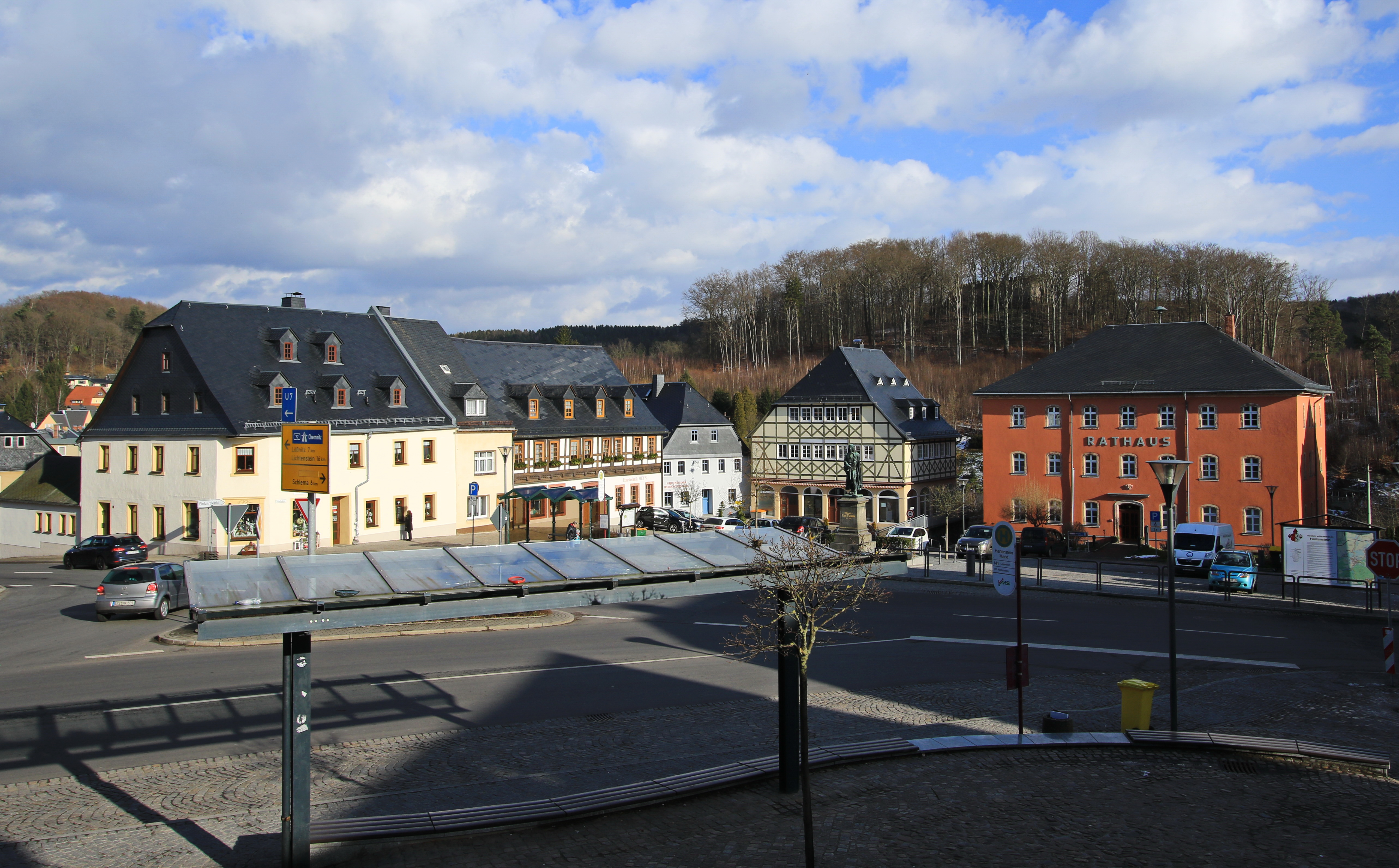
Place du marché avec hötel de ville